# دوورانه
دوورانه (به صربی: Dvorane) یک منطقهٔ مسکونی در صربستان است که در ناحیه راسینا واقع شده‌است.